# 宗福寺 (東京都八丈町)
宗福寺（そうふくじ）は、東京都八丈島八丈町大賀郷に建てられた清和源氏系源氏の菩提寺である。西暦1208年(承元2年)に建立された。開山は源為朝の庶子、二郎丸。
宇喜多秀家の菩提寺でもあり、現在でも供養が行われる。
源頼朝より八丈島を領地として賜って以来、約1000年間、子孫が暮らしている。また、清和源氏の末裔でもあり、今でも源（みなもと）姓を名乗っている。領主であった源家当主は現在まで2代目より寺院の住職を兼ねており、35代目である。
元々、寺院は源為朝の庶子である二郎丸が父の供養に建立した。しかし、2代目より地元の寺として解放し、領主と住職を兼ねるようになる。
正式には西暦1208年に西山と呼ばれていた山の麓に香炉山弥陀寺を二郎丸は建立した。しかし西暦1400年頃に西山の噴火により、焼失する。西暦1440年に当時街の中心地区であった大里地区において、甑峯山天松院宗福寺として禅宗寺院として再建する。西暦1560年頃に浄土宗となり、西暦1930年頃、街の中心部の移転に伴いその近くの中道に移転して現在に至る。戦後、新政策により華族制度廃止の影響を受けて寺院の住職業が本職となる。